# Cazzago San Martino
Cazzago San Martino (lombardul: Casàch San Martì) település Olaszországban, Lombardia régióban, Brescia megyében. Lakosainak száma 10 675 fő (2023. január 1.). Cazzago San Martino Adro, Corte Franca, Erbusco, Passirano, Rovato, Travagliato és Ospitaletto községekkel határos.

## Népesség
A település lakossága az elmúlt években az alábbi módon változott:
| Lakosok száma | 10 941 | 10 933 | 10 675 |
|               | 2017   | 2018   | 2023   |